# Mircea Muntenescu
Mircea Muntenescu (n. 1951 București – d. 6 august 2022) a fost un pictor, artist plastic, grafician și estetician român.

## Cariera
În 1969 a absolvit Liceul Tonitza iar în 1974 Academia de Arte din București unde i-a avut profesori pe Stelian Panțu, Sorin Dumitrescu și Ion State. În anul 2008 a devenit doctor în arte vizuale-estetică, sub îndrumarea lui Gheorghe Achiței.
A debutat în 1976 cu expoziția Arta și natura alături de Sorin Dumitrescu, Șerban Gabrea, Marin Gherasim și Horia Bernea. În același an a obținut Premiul Atelierului 35. În anul 1980 a devenit membru UAP care îl premiază în 1991 pentru întreaga activitate. În 1982 a luat parte la o vizită de documentare în artă, în Siberia.
Primele expoziții personale au fost la Timișoara în 1989, în 1994 la Galeria Catacomba, în 2001 la Sala Ronda a Muzeul Național de Artă Contemporană. Mai apoi a avut expoziții personale Accademia di Romania, la Roma, în anul 2003, în anul 2017 la ARCUB, București, și în 2019 la Galeria Institutului Cultural Român de la Lisabona.

## Stil
În anii 1980 s-a exprimat mai ales prin design grafic, creând ilustrații de carte pentru copii pentru care a fost și premiat. Muntenescu considera că are multe puncte comune din punct de vedere artistic cu Octav Grigorescu. De-a lungul anilor a ilustrat multe coperte de carte. În a doua parte a carierei a devenit interesat de spațiul cultural extraeuropean mai ales Indian.

## Premii și burse
- 1990 Bursă F.E.I. EUROREENNE la Paris[3]
- 1991 Bursă a stautlui italian la Veneția 1991[2]
- 1991 Premiul pentru grafică, pentru întreaga activitate, acordat de UAP[2]